# Jean E. Sammet
Jean E. Sammet (Nueva York, 23 de marzo de 1928 – Burtonsville, Maryland; 20 de mayo de 2017) fue una científica informática estadounidense, que desarrolló el lenguaje de programación FORMAC en 1962.

## Trayectoria profesional
Hija de los abogados Harry y Ruth Sammet, demostró un gran interés por las matemáticas desde sus primeros años de primaria. Sin embargo, no pudo asistir a la escuela Secundaria de Ciencias de Bronx, debido a que no aceptaban niñas. Posteriormente, se matriculó en Mount Holyoke College, donde se especializó en matemáticas, y se certificó en enseñanza para poder enseñar matemáticas en Nueva York. Después de graduarse, cursó estudios de postgrado en la Universidad de Illinois en Urbana-Champaign, donde recibió su maestría en 1949. Años después, se recibió como doctora, con honores, por la Mount Holyoke College en 1978.
Fue empleada de Sperry Gyroscope de 1955 a 1958, donde supervisó el primer grupo de programación científica. Trabajó en problemas de análisis matemáticos, y dirigió el funcionamiento de una computadora analógica. Sammet comenzó su carrera de programadora en 1955, donde trabajó en la computadora SpeedAC, donde su primera tarea fue escribir el cargador base, un programa de veinte líneas de código. En el otoño de 1956, impartió uno de los primeros cursos de postgrado en programación de computadoras en el Departamento de Matemáticas Aplicadas en Long Island.
De 1958 a 1961, trabajó para Sylvania Electric Products como supervisora de desarrollo de software en el proyecto Mobidic. Fue miembro original de COBOL. Se unió a IBM en 1961 donde desarrolló FORMAC, que es considerado el primer lenguaje de programación para la manipulación simbólica.
Sammet fundó la ACM, Comité Especializado en Cálculo Simbólico y Algebraico (SICSAM) en 1965 y fue presidenta del Grupo de Interés de Lenguajes de Programación (Special Interest Group on Programming Languages). Primera presidenta de ACM, de 1974 a 1976.

## Algunas publicaciones
- Sammet, Jean E. (1969). Programming Languages: History and Fundamentals. Prentice-Hall. ISBN 0-13-729988-5., donde abarca 120 lenguajes de programación.

## Premios
- 1975: Miembro honorable de UPE(Sociedad Honorable de Informática y Ciencias de la Información), el 8 de octubre.
- 1989: Premio Lovelace, Asociación de Mujeres en Computación.[7]
- 1994: Fellow de la Association for Computing Machinery.
- 1997: SIGPLAN, Premio a Servicio Distinguido (Jan Lee and Jean E. Sammet).
- 2001: Fellow del Museo de Historia de Computación.[8]
- 2009: Premio a Pionero en Computación (IEEE Computer Society).[9]
- 2013: NCWIT Premio a Pionero.[10]